# Ibrahim Nasir
Ibrahim Nasir Rannabandeyri Kilegefan (2 de setembro de 1926 - 22 de novembro de 2008) foi um político das Maldivas que atuou como primeiro-ministro das Maldivas sob o Sultão Muhammad Fareed Didi, de dezembro de 1957 a 1968, e conseguiu se tornar o primeiro presidente das Maldivas após a independência do país, de 1968 a 1978.

## Primeiro-ministro
Ibrahim Nasir serviu como primeiro-ministro sob o reinado de Muhammad Fareed Didi de 12 de dezembro de 1957, até que o primeiro foi empossado como o primeiro presidente da Segunda República das Maldivas. Ele também foi Ministro das Finanças de dezembro de 1957 a novembro de 1968.  Nasir favoreceu a neutralidade durante seu governo e depois a presidência. Nasir estava interessado em expulsar os britânicos da RAF Gan e buscar a independência deles. Nasir também não queria dar essa base aos soviéticos que o contataram sobre isso mais tarde durante sua presidência. Ao alcançar a independência em 1965, as Maldivas foram convidadas a ingressar na Comunidade das Nações. Nasir recusou este convite devido a Nasir ver a Commonwealth como sendo uma organização sob o Império Britânico.  As Maldivas, no entanto, se juntariam à Comunidade das Nações durante o mandato de Maumoon em 1982. Embora Nasir preferisse manter uma relação cordial com as nações do mundo, tanto o cargo de primeiro-ministro quanto a presidência de Nasir foram marcados por um relacionamento tenso com o ex-senhor colonial das Maldivas. Menos de dois meses depois de garantir a independência, Nasir garantiu a adesão às Nações Unidas em 21 de setembro de 1965, contra a oposição de países que não achavam que a ONU era o lugar para pequenos estados. As Maldivas foram o primeiro estado de seu tamanho (uma população inferior a 80 000 em 1965) a ser admitido na ONU. Pequenos Estados que há muito eram independentes, como San Marino e Mônaco, e não foram admitidos para se tornarem membros da ONU. A Samoa Ocidental, que se tornou independente apenas alguns anos antes da independência das Maldivas, também não foi admitida na ONU. A bandeira das Maldivas foi hasteada na sede da ONU em 12 de outubro de 1965.

## Indústria do Turismo
A indústria do turismo começou a se desenvolver durante o mandato de Nasir, quando o governo da época fez esforços para diversificar a economia além da pesca e da agricultura, Nasir acreditava que a receita ajudaria a impulsionar a economia e modernizar o país. Embora a missão das Nações Unidas na época tenha desaconselhado isso. No entanto, em 1972, o primeiro resort, Kurumba Island Resort foi inaugurado, o segundo resort Bandos Island Resort foi desenvolvido e inaugurado pessoalmente por Nasir, e ele também montou pessoalmente a primeira agência de turismo conhecida como "Crescent Tourist Agency". Desde então, o turismo floresceu e se tornou a indústria mais importante das Maldivas. Durante o evento de aniversário do 50º Ano Dourado do Turismo em 2022, Nasir recebeu um prêmio especial (aceito pela família Nasir) e reconhecimento por sua participação na fundação da indústria do turismo nas Maldivas.

## Presidência
Ibrahim Nasir foi empossado como o segundo presidente da República independente das Maldivas em 11 de novembro de 1968.  Nasir seguiu uma política não alinhada como presidente. Sua política externa envolvia estabelecer e manter relações positivas com nações ao redor do mundo, Nasir acreditava que investir no turismo ajudaria no desenvolvimento do país e também promoveria sua política externa. Em 1976, as Maldivas aderiram oficialmente ao Movimento dos Países Não-Alinhados.
Ele foi creditado com muitas outras melhorias, como a introdução de um currículo moderno baseado em inglês nas escolas administradas pelo governo.  Ele trouxe a televisão e o rádio para o país com a formação da Televisão Maldivas e da Rádio Maldivas para a transmissão de sinais de rádio em todo o país. Ele aboliu o Vaaru, um imposto sobre as pessoas que viviam em ilhas fora de Malé, bem como muitos outros impostos sobre várias importações para o país, alguns dos quais foram restabelecidos. Quando Nasir renunciou ao poder, as Maldivas estavam livres de dívidas com a comunidade internacional e a corrupção estava efetivamente sob controle. Sob sua supervisão, a linha de navegação nacional com mais de 40 navios que navegavam nos oceanos do mundo continuou sendo uma fonte de orgulho nacional para os maldivos. Foi uma história de sucesso notável entre as nações marítimas do sul da Ásia.
Seu mandato foi caracterizado por um progresso significativo no setor industrial e econômico do país, ao mesmo tempo em que modernizou e industrializou fortemente o país. Entre as conquistas notáveis durante sua administração estava o início da indústria do turismo, que provocou um boom econômico e colocou as Maldivas no mapa bem como a construção do aeroporto de Hulhulé (agora Aeroporto Internacional de Velana), que é comumente considerado o primeiro aeroporto das Maldivas, apesar da existência de um aeroporto anterior em Addu chamado RAF Gan (Royal Air Force Station Gan) construído pelo Império Britânico durante seu protetorado das Maldivas.
Algumas conquistas notáveis durante o governo de Nasir:
- Obtenção da independência política do país em 26 de julho de 1965.
- Garantir a adesão às Nações Unidas em 21 de setembro de 1965, ganhando assim reconhecimento mundial.
- Iniciando um programa de ensino intermediário de língua inglesa (março de 1961)
- Iniciando o ensino de nível A (1976)
- Iniciando o projeto do Centro de Educação do Atol e abrindo o primeiro centro (Eydhafushi, 1977)
- Mulheres autorizadas a votar nas Maldivas (1964)
- Iniciando a formação em enfermagem (1963)
- Abertura de centros de saúde em todos os atóis (começando com Naifaru, 1965)
- Abrindo o segundo hospital moderno (outubro de 1967), o primeiro foi construído na RAF Gan (1957) em Addu, no sul das Maldivas, pelo Império Britânico, que agora é um centro de mergulho.
- Construindo o segundo aeroporto (abril de 1966), sendo o primeiro o RAF Gan em Addu do sul das Maldivas, construído pelo Império Britânico, que agora é o Aeroporto Internacional de Gan.

- Iniciando a indústria do turismo (março de 1972)
- Primeiro barco de pesca motorizado construído (no estaleiro de Hulhule, julho de 1964)
- Modernização do setor das pescas com navios mecanizados (os motores passaram a estar disponíveis para navios de pesca privados; 1974)
- Fábrica de conservas de peixe Felivaru inaugurada (fevereiro de 1978)
- Incorporando a Maldives Shipping Limited (MSL; 1967)

Em 26 de julho de 2015, para marcar os 50 anos de independência, Nasir foi premiado com o 50º Escudo de Honra do Dia da Independência (aceito pela família Nasir), em reconhecimento à sua contribuição para alcançar a independência, bem como o desenvolvimento das Maldivas pós-independência.
A introdução apressada de Nasir do alfabeto latino (Malé latim) em 1976 em vez da escrita Thaana local - supostamente para permitir o uso de máquinas de telex na administração local - foi amplamente criticada. Clarence Maloney, um antropólogo norte-americano radicado nas Maldivas, lamentou as inconsistências do "latim Dhivehi", que ignorou todas as pesquisas linguísticas anteriores sobre a língua das Maldivas e não seguiu a transliteração moderna do índico padrão.  Na época da romanização, os funcionários de cada ilha eram obrigados a usar apenas uma escrita. A escrita Thaana foi restabelecida pelo presidente Gayoom logo após ele assumir o poder em 1978. No entanto, o latim malé continua a ser amplamente usado como a romanização padrão de Dhivehi.

## Rebeliões e despovoamento de Havaru Thinadhoo
Durante seu mandato como primeiro-ministro do Sultanato das Maldivas, Nasir foi desafiado em 1959 por um movimento secessionista local nos três atóis mais ao sul que se beneficiou economicamente da presença britânica em Gan, porque Nasir pretendia cancelar o acordo militar de Gan com os britânicos. Este grupo de ilhas consistindo no Atol de Huvadu, no Atol de Addu e na ilha natal de Nasir, Fuvahmulah, cortou os laços com o governo das Maldivas e formou um estado independente, a República Suvadive Unida com Abdullah Afeef como presidente e Hithadhoo como sua capital.  A República Suvadiva Unida tinha o apoio dos britânicos, no entanto, eles mudaram sua posição depois que Nasir enviou canhoneiras de Malé, e Abdullah Afeef foi para o exílio, o que culminou no controverso evento de despovoamento de Havaru Thinadhoo. Isso resultou na evacuação forçada de toda a população da ilha e na subsequente destruição de suas casas e propriedades. O incidente foi criticado como uma violação dos direitos humanos e um crime contra a humanidade. Enquanto outros elogiaram Nasir por sua liderança e ação decisiva para acabar com o movimento separatista para sempre e restaurar a unidade nacional. No entanto, seu envolvimento no incidente de Thinadhoo continua sendo uma fonte de controvérsia e críticas para Nasir.  Em 1960, Nasir renegociou o acordo com o Reino Unido, o que lhes permitiu continuar a operação e usar as instalações de Gan e Hithadhoo por trinta anos, mas agora os britânicos foram obrigados a pagar £ 750 000 de 1960 a 1965 pelo desenvolvimento econômico das Maldivas. A base foi fechada em 1976 como parte da retirada britânica maior das forças permanentemente estacionadas 'Leste de Suez'.

## Pós-presidência
Nasir foi sucedido pelo presidente Maumoon Abdul Gayoom, que era então ministro dos Transportes e ex-representante permanente das Maldivas nos Estados Unidos. O ex-presidente entrou em autoexílio em Cingapura em 7 de dezembro de 1978, após renunciar ao cargo. Em 1981, Gayoom o condenou à prisão à revelia por supostas acusações de corrupção e conspiração de um golpe de Estado; nenhuma das alegações foi comprovada e Nasir foi perdoado.
Nasir foi amplamente criticado durante a administração de Gayoom, especialmente durante os primeiros dias da presidência de Gayoom. Houve comícios massivos em quase todas as grandes ilhas das Maldivas com caricaturas indecentes de Nasir organizadas pelo governo de Gayoom, bem como caricaturas de Nasir nas estradas e nos jornais. Canções insultuosas anti-Nasir foram gravadas e distribuídas pelo governo, que foram tocadas até mesmo na rádio nacional.
Diz-se que até Nasir deixar Malé, Gayoom o elogiou e falou a favor dele (como em seu primeiro discurso após ser empossado como presidente).   No entanto, depois que Nasir deixou Malé, tudo mudou. Manifestações em massa foram realizadas contra ele, rotulando-o de traidor e pedindo sua morte. Ele foi julgado à revelia e condenado. Gayoom liderou uma manifestação massiva contra Nasir em 16 de maio de 1980 e a "multidão" para a qual Gayoom falou (entre 15 000 e 20 000 pessoas compareceram, com a população de Malé sendo então de cerca de 35 000) na qual ele discutiu seus pontos de vista sobre como Nasir chegou ao poder, como ele foi um dos líderes na derrubada do primeiro presidente Mohamed Amin em 1953 e como ele supostamente administrou mal o dinheiro do governo. No entanto, as alegações contra Nasir nunca foram comprovadas. Gayoom mais tarde o perdoou em julho de 1990, mas nunca concedeu permissão para que ele retornasse às Maldivas. Este ponto acabou sendo comprovado de acordo com uma entrevista dada por Kuvaa Mohamed Maniku, um colaborador próximo de Nasir à TVM em 23 de novembro de 2008, um dia após a morte de Nasir. Maniku disse que conheceu o presidente Nasir no aeroporto de Bangkok em 1990, depois que Nasir foi perdoado pelo governo, e Nasir disse a Maniku que havia enviado uma carta ao presidente Gayoom solicitando permissão para retornar às Maldivas e morar em qualquer lugar do país aprovado por ele. De acordo com Maniku, Nasir havia dito a ele que não havia recebido uma resposta de Gayoom.

## Morte
Em 22 de novembro de 2008, aos 82 anos, Nasir morreu no Hospital Mount Elizabeth, em Cingapura. Embora a causa da morte seja desconhecida,  teve problemas renais que o atormentaram antes de sua morte. O corpo de Nasir foi levado de avião para as Maldivas, onde foi exibido em Theemuge, o palácio presidencial em Malé, em 23 de novembro. O dia foi declarado feriado nacional nas Maldivas, e dezenas de milhares de maldivos se reuniram para ver o corpo de Nasir. No palácio presidencial, o ex-presidente Mohamed Nasheed estava entre os que prestaram homenagem a Nasir. Sua oração fúnebre foi conduzida pelo Dr. Abdul Majeed Abdul Bari após as orações do Fajr (amanhecer) na segunda-feira, 24 de novembro de 2008. Após as orações fúnebres, Nasir foi sepultado ao amanhecer no cemitério anexo à Mesquita de Sexta-feira (Hukuru Miskiy). Nasir deixou três filhos, Ahmed Nasir, Ismail Nasir e Aishath Nasir, bem como seus netos Ibrahim Ahmed Nasir, Mohamed Nasir, Sameeh Ahmed Nasir e Samah Ahmed Nasir. Seus outros dois filhos, Ali Nasir e Muhammad Nasir, faleceram vários anos antes do pai.